# Клюд, Фридрих
Фридрих Клюдт (болг. Фридрих Клюд, нем. Friedrich Klüdt; Грюнау, Российская Империя — Гамбург, Германия) — болгарский футболист немецкого происхождения, выступал на позиции правого вингера за команды «Сокол (Харманли)» и «ФК’13». Первый натурализованный футболист в истории сборной Болгарии, за которую сыграл 1 матч.

## Биография
Фридрих Клюдт родился 29 июля 1899 г. в Грюнау в семье лютеранского пастора Теодора Клюда и учительницы Йоганы Бауманн.
В 1920 году, не желая принять власть большевиков, вынужден был покинуть Родину. До эвакуации Крыма был Во ВСЮР и Русской Армии, а потом на о. Лемнос.
Отправился в Болгарию в составе Кубанского Алексеевского военного училища. Некоторое время играл за Сокол (Харманли).
С 1922 до 1931 г. выступал на позиции правого инсайда или правого вингера за софийский клуб «ФК’13». Двухрактный финалист турнира кубка "Улпия Сердика" (1930 и 1931 г). После окончания карьеры был тренером юношеской команды ФК 13. По воспониманиям партнёра по команде Йордана Илиева Клюдт был "прекрасным человеком, всегда аккуратный, образцом корректного футболиста, авторитетом". Футболисты ФК 13 обращались к Клюду на Вы даже во время игры.
В 1924 году Клюд впервые был включён в состав сборной Болгарии, но вскоре был исключён. Тем не менее его дебют состоялся через три года. Свой единственный матч в сборной Фридрих сыграл 17 июля 1927 года против сборной Турции. В середине первого тайма он получил травму и был заменён на Велчо Стоянова. Встреча завершилась вничью — 3:3.
В 1926 году он стал членом Футбольной судейской коллеги, которая была основана в Бургасе. В 1927 г. был главным арбитром финала Кубка Царя.
Долгое время работал директором Кредитного банка в Болгарии. Фридрих покинул Болгарию после Второй мировой войны и затем поселился в немецком Гамбурге, где прожил до самой смерти в 1957 г..

## Внешние ссылки
- Фридрих Клюд на сайте footballfacts.ru
- Фридрих Клюд на сайте „Спортна библиотека“
- 25 години „Футбол Клуб 13“, Единствен брой / 24 – 26 май 1935 г.